# Prochiloneurus nigriflagellum
Prochiloneurus nigriflagellum är en stekelart som först beskrevs av Girault 1932.  Prochiloneurus nigriflagellum ingår i släktet Prochiloneurus och familjen sköldlussteklar. Inga underarter finns listade i Catalogue of Life.